# Andheri
Andheri – gaun wikas samiti we wschodniej części Nepalu w strefie Sagarmatha w dystrykcie Okhaldhunga. Według nepalskiego spisu powszechnego z 2001 roku liczył on 573 gospodarstw domowych i 2670 mieszkańców (1446 kobiet i 1224 mężczyzn).